# Василевка (Межевский район)
Василевка (укр. Василівка) — село,
Демуринский поселковый совет,
Межевский район,
Днепропетровская область,
Украина.
Код КОАТУУ — 1222655401. Население по переписи 2001 года составляло 198 человек.

## Географическое положение
Село Василевка находится в 2-х км от села Николаевка и в 2,5 км от села Весёлое.
По селу протекает пересыхающий ручей с запрудой.
Рядом проходят автомобильные дороги Т-0406, (Т-0431 и
железная дорога, станция Платформа 337 км в 1,5 км.